# Bajwara
Bajwara fou una antiga ciutat de l'Índia, avui un poble del districte d'Hoshiarpur al Panjab a uns 4 km al sud-est d'Hoshiapur amb una població de 2653 habitants el 1901.
La tradició diu que fou fundada per emigrants de Gazni al segle xii i va arribar a ser una gran ciutat i el cap del districte abans dels mogols; Todar Mai, ministre d'Akbar el Gran va dividir la ciutat en diversos districtes en càstig per la manca de respecte dels habitants a la seva persona. Al segle xviii la posseïa Sirdar Bhup Singh Faizullahpuria, que en fou expulsat el 1801 pel raja Sansar Chand que hi va construir una fortalesa que fou conquerida per Ranjit Singh el 1825. La ciutat estava en decadència i els materials de les seves ruïnes foren reutilitzats; el fortí fou utilitzat com a presó sota domini britànics després del 1849 però més tard fou desmantellat. Modernament només resten parts en ruïnes i els edificis del poble més recents.